# 索尔滕迪克
索尔滕迪克是德国下萨克森州的一个市镇。总面积34.04平方公里，总人口1022人，其中男性488人，女性534人（2011年12月31日），人口密度30人/平方公里。